# Jim Ervin
James Ervin, detto Jim (5 giugno 1985), è un ex calciatore nordirlandese, di ruolo difensore.

## Palmarès

### Club

#### Competizioni nazionali
- Campionato nordirlandese: 6

Linfield: 2005-2006, 2006-2007, 2007-2008, 2009-2010, 2010-2011, 2011-2012
- Irish Cup: 6

Linfield: 2005-2006, 2006-2007, 2007-2008, 2009-2010, 2010-2011, 2011-2012
- Irish Football League Cup: 2

Linfield: 2005-2006, 2007-2008
- County Antrim Shield: 1

Linfield: 2013-2014

#### Competizioni internazionali
- Setanta Sports Cup: 1

Linfield: 2005